# Schizobrachiella sanguinea
Bryozoaire encroûtant rouge
Espèce
Schizobrachiella sanguinea est une espèce de bryozoaire de la famille des Schizoporellidae.

## Description
Schizobrachiella sanguinea est un bryozoaire encroûtant de couleur rouge qui peut recouvrir une surface de plusieurs dizaines de centimètres carrés. L'espèce s'établit en colonies généralement circulaires qui forment parfois des cornets de plusieurs centimètres de hauteur. Les zoïdes présentent souvent une teinte plus claire. Plusieurs autres spèces possèdent une apparence similaire : Schizoporella errata forme des cornets ; Schizomavella linearis et S. sarniensis, ou encore Schizoporella dunkeri ont une coloration relativement proche.

## Répartition et habitat
Cette espèce est présente dans l'Atlantique Nord-Est : dans la Manche, sur les côtes du Portugal, des Iles Britanniques ainsi que dans le bassin occidental de la mer Méditerranée. S. sanguinea se rencontre depuis la surface jusqu'à 50 m de profondeur ; l'ectoprocte s'attache également aux coques de navires, il fait ainsi partie des espèces de l'« encrassement biologique ». 

## Biologie et écologie
S. sanguinea est une proie commune du nudibranche Onchidoris neapolitana et est sans doute à l'origine de la pigmentation rouge de ce dernier. L'hydraire Halocoryne epizoica est souvent observé à proximité des colonies de S. sanguinea.